# Homosexualität in der Demokratischen Republik Kongo

Demokratische Republik Kongo

Homosexualität ist in der Demokratischen Republik Kongo legal, wird aber in Teilen der Gesellschaft tabuisiert.

## Legalität
Homosexuelle Handlungen sind in der Demokratischen Republik Kongo legal. Das Schutzalter liegt einheitlich bei 18 Jahren. In der Geschichte des Landes bestanden, soweit es nachgeforscht wurde, nie explizite Strafbarkeitsbestimmungen für homosexuelle Handlungen. Vor Gründung des Staates im Jahre 1960 gehörte die Demokratische Republik Kongo zur europäischen Kolonialmacht Belgien. Dort war die Entkriminalisierung homosexueller Handlungen bereits 1794 erfolgt. In den Strafbarkeitsbestimmungen der Demokratischen Republik Kongo findet sich nur ein sehr unbestimmter Artikel 172, der Verstöße gegen die öffentliche Moral mit 3 Monaten bis 5 Jahren bestraft. Seit 2014 debattiert das Parlament einen Gesetzentwurf des Abgeordneten Steve Mbikayi, wonach homosexuelle Handlungen unter Strafe gestellt werden. Es soll eine Haftstrafe von bis zu fünf Jahren drohen.

## Antidiskriminierungsgesetze
Es existiert kein Antidiskriminierungsgesetz in der Demokratischen Republik Kongo.

## Anerkennung homosexueller Paare
Eine staatliche Anerkennung von gleichgeschlechtlichen Paaren besteht weder in der Form der Gleichgeschlechtlichen Ehe noch in einer Eingetragenen Partnerschaft.